# NGC 5138
NGC 5138 је расејано звездано јато у сазвежђу Кентаур које се налази на NGC листи објеката дубоког неба.
Деклинација објекта је - 59° 2' 30" а ректасцензија 13h 27m 16,0s. Привидна величина (магнитуда) објекта NGC 5138 износи 7,6. NGC 5138 је још познат и под ознакама OCL 902, ESO 132-SC7.